# Vanuatu aux Jeux paralympiques d'été de 2012

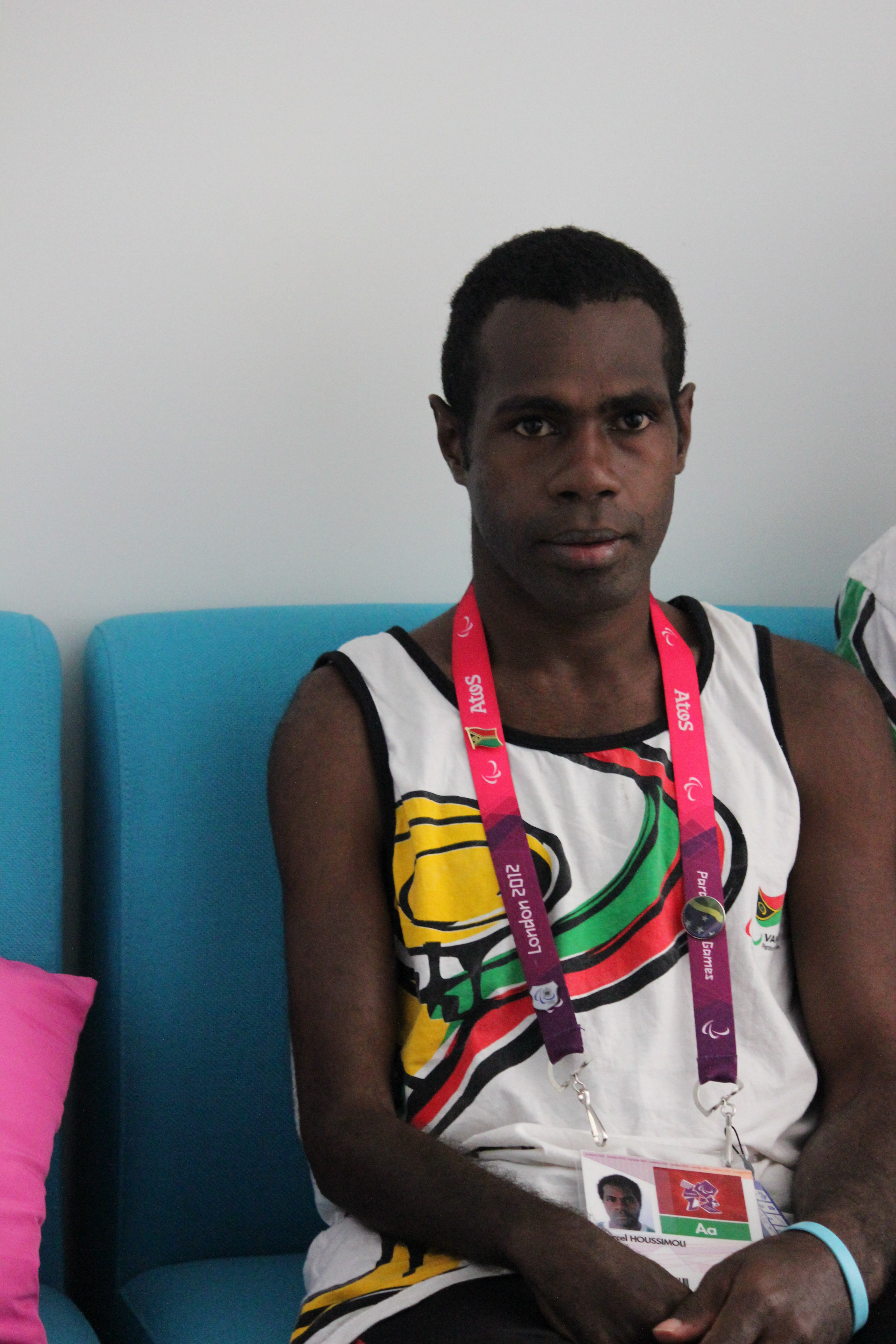
Marcel Houssimoli à Londres

Le Vanuatu participe aux Jeux paralympiques d'été de 2012 (du 29 août au 9 septembre) à Londres. Il s'agit de sa troisième participation aux Jeux paralympiques, auxquels le pays n'a jamais remporté de médaille.
Le pays est représenté par un unique athlète, en athlétisme, qui ne remporte pas de médaille à ces Jeux.

## Athlétisme
Marcel Houssimoli, amputé de la main droite, est sélectionné pour prendre part aux 100 mètres et 200 mètres hommes dans la catégorie T37 et au 400 mètres T38. Il est invité aux Jeux sans avoir à atteindre les minima pour se qualifier, en vertu du principe de participation universelle, selon lequel tout pays peut être représenté à des épreuves d'athlétisme.
Pour le 200 mètres, il termine 6e et dernier de sa série, en 30 s 12, et ne se qualifie donc pas pour la finale. Seul athlète à s'élancer sans utiliser les starting-blocks, il termine plus de cinq secondes derrière l'avant-dernier, le Britannique Rhys Jones.
Pour le 400 mètres, il termine 5e et dernier de sa série, en 1 min 09 s 03, plus de quinze secondes derrière les autres athlètes ; il franchit la ligne d'arrivée sous les encouragements de la foule. Il est le seul athlète classé T37 dans cette course ; ses adversaires, classés T38, ont des handicaps jugés moins lourds. Sa performance est toutefois suffisante pour le voir accéder à la finale, parmi les perdants les plus rapides,. Il termine septième et dernier en finale, avec un temps de 1 min 07 s 61, quatorze secondes derrière le sixième (le Sud-Africain Marius Stander).
Enfin au 100 mètres, il termine 9e et dernier de sa série, en 14 s 55, et ne se qualifie pas pour la finale.
Hommes
| Athlète           | Épreuve   | Séries        | Séries | Finale        | Finale       |
| Athlète           | Épreuve   | Résultat      | Rang   | Résultat      | Rang         |
| ----------------- | --------- | ------------- | ------ | ------------- | ------------ |
| Marcel Houssimoli | 100 m T37 | 14 s 55       | 9      | Pas qualifié  | Pas qualifié |
| Marcel Houssimoli | 200 m T37 | 30 s 2        | 6      | Pas qualifié  | Pas qualifié |
| Marcel Houssimoli | 400 m T38 | 1 min 09 s 03 | 5      | 1 min 07 s 61 | 7            |